# Gulu
Gulu  este un oraș  în  Uganda. Este reședinta  districtului Gulu.

## Personalități născute aici
- Okot p'Bitek (1931 - 1982), scriitor.